# Mirta Massa
Mirta Teresita Massa (Vicente López, 30 de agosto de 1947) é uma modelo e rainha de beleza da Argentina que venceu o Miss Internacional 1967.
Ela foi a última vencedora antes do concurso sair de Long Beach e passar a ser realizado no Japão.
Mirta foi a primeira de seu país a vencer este concurso e a segunda da América Latina.

## Biografia
A carreira de Mirta iniciou como modelo, sendo ela uma das mais requisitadas de seu país nos anos 60 e 70.

## Miss Internacional
Representando a Argentina, ela foi para Long Beach participar do Miss Internacional 1967, que ela acabou vencendo no dia 29 de abril ao derrotar outras 45 concorrentes.

### Reinado
Durante seu reinado, Mirta fez diversas campanhas de publicidade e desfiles no mundo todo, incluindo uma campanha no Rio de Janeiro com o modelo Nono Pugliese.
Também foi capa e matéria de uma nota da edição 00789 da extinta Revista Manchete em 1967 em que se lia que um de seus prêmios era viajar pelos EUA.

## Vida pós-concursos
Nos anos 70, ela tentou a carreira de atriz e fez algumas participações no cinema argentino.
Em 1987 ela abandonou definitivamente a carreira de modelo e estudou Pintura, tendo realizado sua primeira exposição em 1990, no Centro Cultural Recoleta.
Mirta é casada e tem um filho, Sebástian.

### Anúncio da morte: um erro lamentável
Em 1999, alguns jornais argentinos anunciaram sua morte num acidente de carro, mas o erro foi descoberto e logo desfeito. Tratava-se da morte de uma mulher com o mesmo nome.